# 해안면
해안면(亥安面)은 대한민국 강원특별자치도 양구군의 면이다.

## 역사
원래 양구군에 속했다.
- 1954년 11월 17일 : 수복지구임시행정조치법으로 인제군에 이관되었다.
- 1963년 1월 1일 : 인제군 서화면에 합면되었다.
- 1973년 7월 1일 : 양구군 동면으로 편입되었고, 동면 해안출장소가 설치되었다.[1]
- 1983년 2월 15일 : 해안면이 복원되었다.

## 마을의 유래
한국전쟁 정전 후 1956년 피난민정착사업의 일환인 재건촌 조성으로 100세대씩 입주한 농민들의 개척에 의해 마을의 틀이 만들어졌다. 한국전쟁의 격전 중 해안을 바라본 종군기자가 이 지역의 움푹 패인 지형에서 따와 펀치볼(Punch Bowl)이라 부른 것이 유명해져 미국에서는 펀치볼(Punchbowl)이라는 이름으로도 부른다.

## 이름의 유래
해안은 돼지해(亥)자 편안할 안(安)에 얽힌 이야기가 전하여 지고 있다. 그 당시 해안은 해자를 바다해(海)를 썼으며 해안 분지에는 주민들이 밖에 나가지 못할 정도로 뱀이 많았다고 한다. 조선시대초에 해안 주민이 시제를 지내면서 유명하신 스님 한분을 모시게 되었는데 그 스님에게 지역사정을 소상히 말하고 뱀을 없앨 방도를 구하니 그 스님이 뱀과는 상극인 돼지를 말하며 바다해(海)자를 돼지해(亥)자로 바꾸어 쓰면 되겠다고 일러주었다고 한다.
그 다음부터 해안을 돼지해(亥)자로 고치고 마을에는 돼지를 많이 기르게 되었으며 그 후 신기하게도 뱀이 없어져서 주민들이 집밖 출입을 자유롭게 하게 되었다고 전하여지며, 현재도 해안 지역에는 높은 산을 제하고는 평지에 뱀이 거의 없다고 하여 이러한 이야기에 사실감을 더하고 있다.

## 지리
해안면은 분지 하나가 1개면을 이루고 있는 유일한 지역이다. 이 분지는 대암산(1,304 m), 도솔산(1,148 m), 대우산(1,179 m)으로 둘러 싸여 있으며, 동서 거리는 8.5 km, 남북은 7 km, 분지 바닥의 평균 표고는 400 m의 거의 완벽한 원을 그리고 있다. 해안면의 물은 인제군 서화면으로 빠져나간다. 면의 북쪽은 한반도 비무장지대이며, 명목상 인제군 서화면에 속하는 좁은 폭의 비무장지대를 지나면 군사분계선과 접한다.

## 행정 구역
| 법정리 | 한자명 | 행정리              | 비고            |
| ------ | ------ | ------------------- | --------------- |
| 만대리 | 萬垈里 | 만대리              |                 |
| 오유리 | 五柳里 | 오유1리, 오유2리    |                 |
| 월산리 | 月山里 | -                   | 거주 인구 없음  |
| 이현리 | 泥峴里 | -                   | 거주 인구 없음  |
| 현리   | 縣里   | 현1리, 현2리, 현3리 | 면사무소 소재지 |
| 후리   | 後里   | -                   | 거주 인구 없음  |

## 문화, 관광

### 통일관
양구군에서 직영하는 양구통일관에는 북한의 실상을 알 수 있는 생활용품, 수출품과 사진 등을 상설 전시하고 있다.

### 양구전쟁기념관

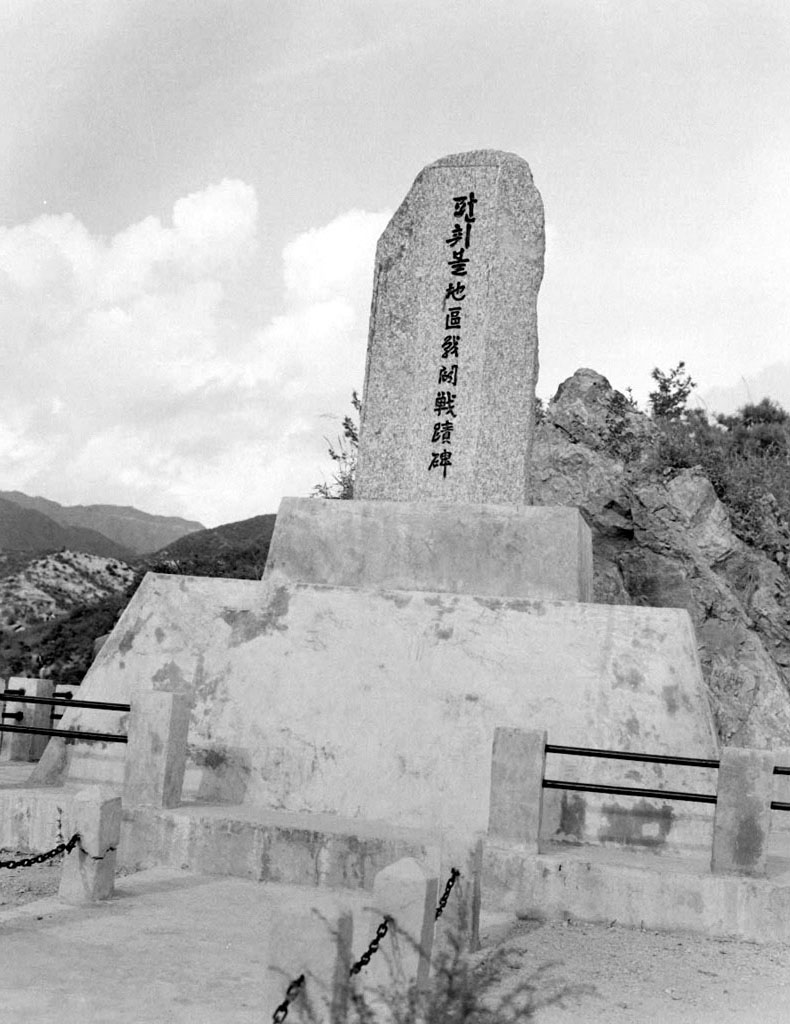
펀치볼지구 전투 전적비의 설립 당시 모습
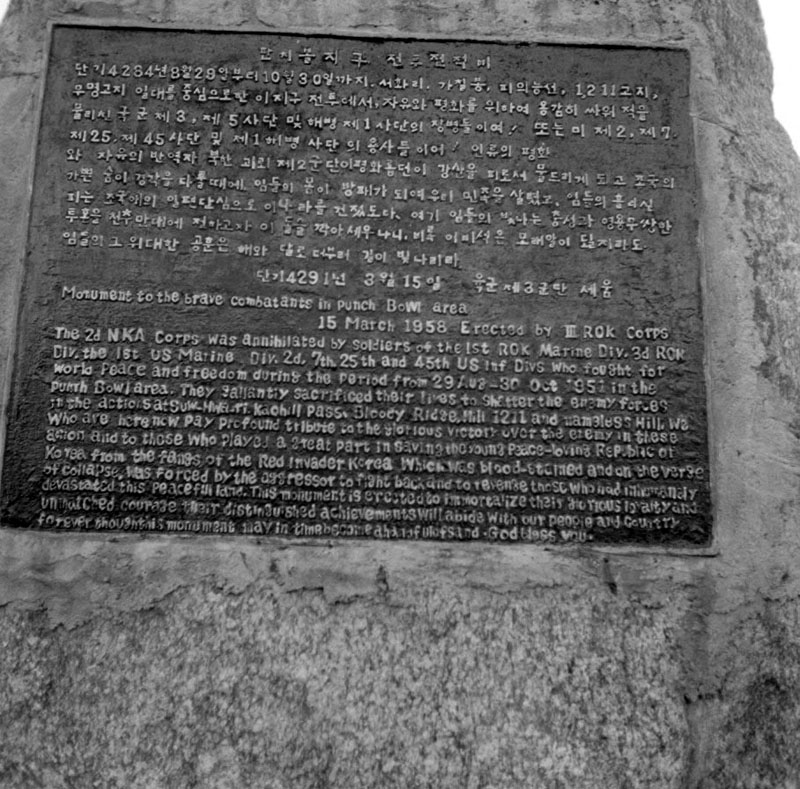
펀치볼지구 전투 전적비의 비문

한국전쟁시 양구지역에서 치열했던 도솔산, 대우산, 피의능선, 백석산, 펀치볼, 가칠봉, 단장의능선, 949고지, 크리스마스고지 전투 등 9개전투를 총망라 전투사를 재조명하고 선열들의 희생정신과 업적을 기리는 것은 물론이고, 전후 세대들에게 호국정신과 애국심을 일깨워주는 호국의 전당으로 활용하고자 건립하였다.
그리팅맨은 유영호이 만든 조각상이다.

### 을지전망대
을지전망대는 강원특별자치도 양구군 해안면 양구 동북방 27 km, 군사분계선으로부터 약 1 km 남쪽지점 해안분지를 이루고 있는 가칠봉의 능선에 위치하고 있다.

### 제4땅굴
제4땅굴은 1990년 3월 3일 발견되었으며 국내에서 유일하게 내부 관람용 전동차를 운행하고 있다.

## 교육

### 초등학교
- 해안초등학교[3] : 해안면 현리 소재.

### 중학교
- 해안중학교[4] : 해안면 현리 소재.